# Alfredo Timermans del Olmo
Alfredo Timermans del Olmo (Madrid, 1962), és un advocat i polític espanyol que ha ocupat diversos càrrecs de responsabilitat política.
Va estudiar als jesuïtes de Chamartín i es va llicenciar en Dret per la Universitat Complutense de Madrid. Va exercir l'advocacia durant més d'una dècada en diverses empreses, especialment en els camps civil i mercantil, i en la direcció de personal. El 1993 va ser nomenat director general de la Fundació per a l'Anàlisi i els Estudis Socials (FAES).
El 1995 va ser elegit regidor de l'Ajuntament de Madrid i Regidor-President del Districte de Moncloa-Aravaca. El 1996 va ocupar el càrrec de director general d'Assumptes Institucionals del Gabinet de la Presidència del Govern de José María Aznar. El 2000 va ocupar el càrrec de subdirector del Gabinet de la Presidència del Govern, amb grau de subsecretari. Entre 2002 i 2004 va ser Secretari d'Estat de Comunicació, retirant-se dels càrrecs a l'administració pública. El 2005 va ser nomenat Delegat de Telefónica a l'Amèrica del Nord.